# Jules Ruhfel
Jules Ruhfel, né le 2 août 1909 à Strasbourg et mort le 26 mars 1944 à Brantôme, est un résistant français pendant la Seconde Guerre mondiale. Il est connu pour être un des responsables de la Résistance intérieure en Dordogne fusillé par les Allemands.

## Biographie
Jules Ruhfel est né Allemand, car à sa naissance l'Alsace fait partie de l'Empire allemand à la suite du traité de Francfort. Il est le fils d'un ouvrier alsacien francophile. Il est marié à Hélène Meyer et à une fille,.
Après ses études, il fait son service militaire au 9e régiment de Zouave au Maroc.
En 1936, il est entre comme secrétaire à la Caisse d'épargne de Strasbourg.
En septembre 1939, la ville de Strasbourg est évacuée à Périgueux où Jules Ruhfel et sa famille s'établissent. Pendant la campagne de France, il est lieutenant de réserve au sein du 166e régiment d'infanterie de forteresse (RIF). Son unité a reçu l'ordre d'évacuer les ouvrages de la ligne Maginot qu'elle avait sous sa responsabilité et de se diriger vers le Sud pour tenter d'éviter l'encerclement. Son régiment se bat encore deux jours après l'armistice et capitule dans le secteur du Donon avec les honneurs de la guerre.
Libéré, Jules Ruhfel ne reste pas en Alsace annexée de fait par les nazis. Il rejoint sa famille à Périgueux et reprend son travail à la Caisse d'épargne. À la suite de la proclamation du statut des Juifs, son beau-frère ne peut plus tenir son commerce à Périgueux. Pour l'aider, Jules Ruhfel, donne son nom à la boutique qui est tenue par son épouse et son beau-frère.
En 1941, il adhère au Mouvement Franc-Tireur de Dordogne dont il devient le responsable sous le nom de « Rouffignac ». Début 1943, sous l’égide de Jean Moulin, le mouvement fusionnera avec Libération-Sud et Combat pour créer les Mouvements unis de la Résistance (MUR).
Le 1er novembre 1943, Jules Ruhfel rejoint le groupe « Gisèle » de l'Armée secrète (AS) de Dordogne. Il devient l'adjoint du chef départemental et organise de nombreuses actions contre les Allemands et le régime de Vichy. Il met en place une organisation importante et très efficace. Il est en liaison avec Charles Mangold, « commandant Vernois » et Raymond Kinder, « Kellermann », qui dirige le Noyautage des administrations publiques (NPA) en Dordogne. Ces hommes lui permettent de rester en contact avec les groupes de résistants alsaciens.
Le 21 février 1944, à la suite de l'arrestation d'un de ses compagnons lors d'une rafle touchant les Alsaciens-Lorrains, la Gestapo l'arrête. Il est conduit à Limoges où il est torturé pendant un mois sans livrer de renseignements aux Allemands.
Le 25 mars 1944, trois officiers allemands sont abattus près de Brantôme par un groupe de résistants FTP. Dans le cadre de la vaste opération de représailles qui s'ensuit, Julien Ruhfel et 25 autres compagnons sont fusillés par des éléments de la Légion nord-africaine le 26 mars 1944 au lieu-dit « Les Fontaines noires » à Brantôme,,.
Le 10 octobre 1944, la ville de Strasbourg repliée à Périgueux organise, avec cette dernière, des obsèques officielles, pendant lesquelles, les honneurs militaires sont rendus par un détachement des Forces françaises de l'intérieur (FFI). Lors du transfert de sa dépouille, des obsèques officielles sont célébrées le 23 mars 1947 à Strasbourg,.

## Reconnaissance
- Le 27 mars 1947, sa fille inaugure un bas-relief sculpté dans le hall de l'hôtel de la Caisse d'épargne de Strasbourg[1].

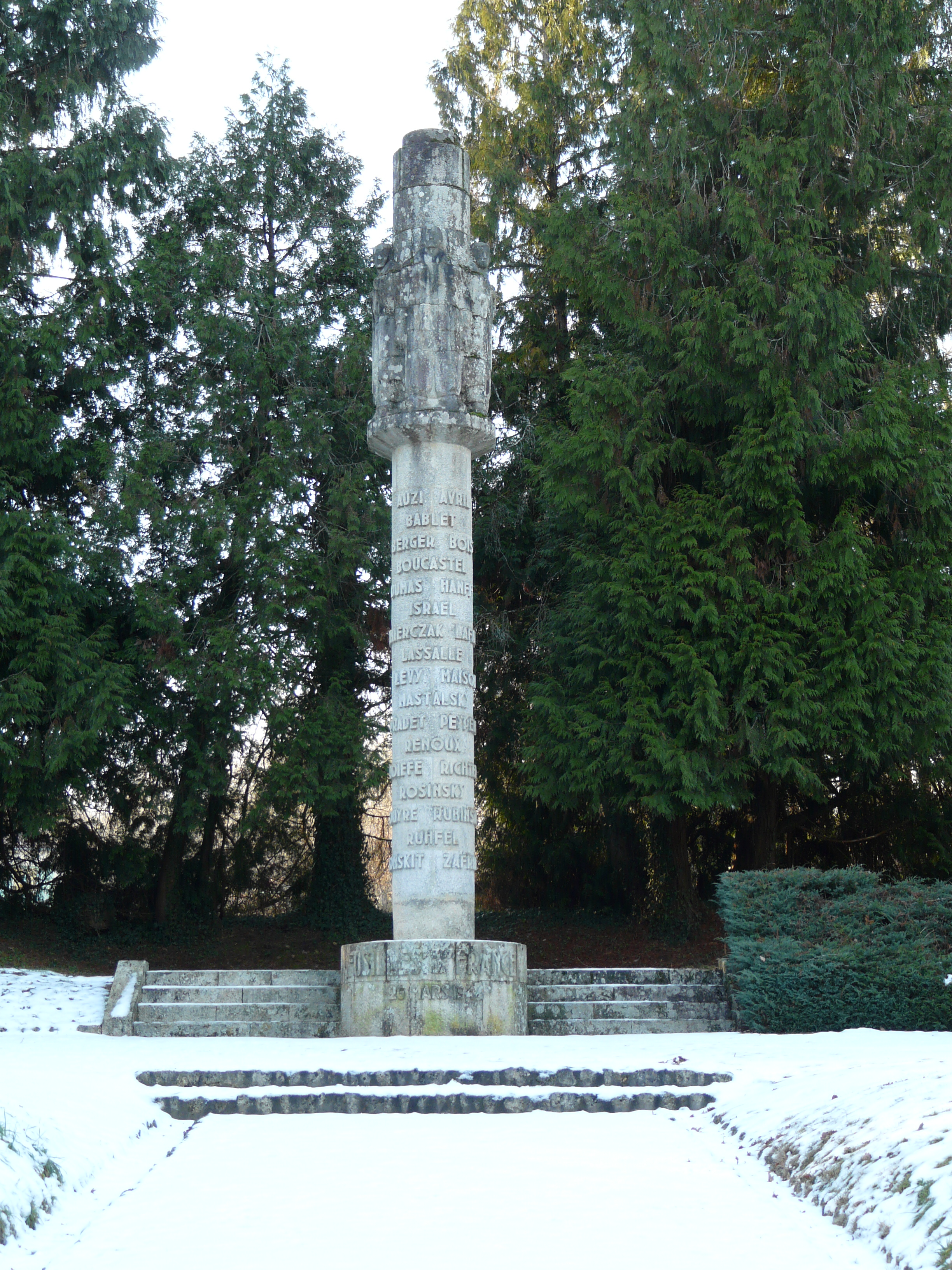
Monument commémoratif, située avenue des martyrs à Brantôme, à la mémoire des fusillés du 26/03/1944.

- Monument commémoratif, située avenue des martyrs à Brantôme, à la mémoire des fusillés du 26 mars 1944.Son nom figure sur le monument aux morts de Brantôme qui commémore le massacre du 26 mars 1944 et sur une plaque 7 rue de Metz à Périgueux où se réunissaient les chefs du Mouvements unis de la Résistance (MUR).

## Distinctions
Il est reconnu « Interné résistant ».
- Chevalier de la Légion d'honneur avec la citation suivante[1] :

« Officier, résistant de la première heure. D'une valeur morale au-dessus de toute éloge. Patriote ardent et éclairé, d'une activité débordante, a été le chef de l'organisation du mouvement Franc-Tireur en Dordogne. Devenu chef du secteur AS de Périgueux en juin 1943 puis chef départemental de l'AS. Victime de son courage et de son abnégation, a été arrêté par la Gestapo et torturé. A été fusillé à Brantôme le 26 mars 1944.
Reste l'une des belles figures de la Résistance en Périgord. »

- Croix de guerre 1939-1945, palme de bronze[1].
- Médaille de la Résistance française par décret du 17 décembre 1968[5].